# Лесово
Ле́сово (болг. Лесово) — село в Ямбольській області Болгарії. Входить до складу общини Єлхово.

## Населення
За даними перепису населення 2011 року у селі проживали 616 осіб.
Національний склад населення села:
| Національність   | Кількість осіб | Відсоток |
| ---------------- | -------------- | -------- |
| болгари          | 405            | 66,0%    |
| цигани           | 192            | 31,3%    |
| інша             | 15             | 2,4%     |
| Всього відповіли | 614            |          |

Розподіл населення за віком у 2011 році:
Динаміка населення: